# Ilha de Montreal

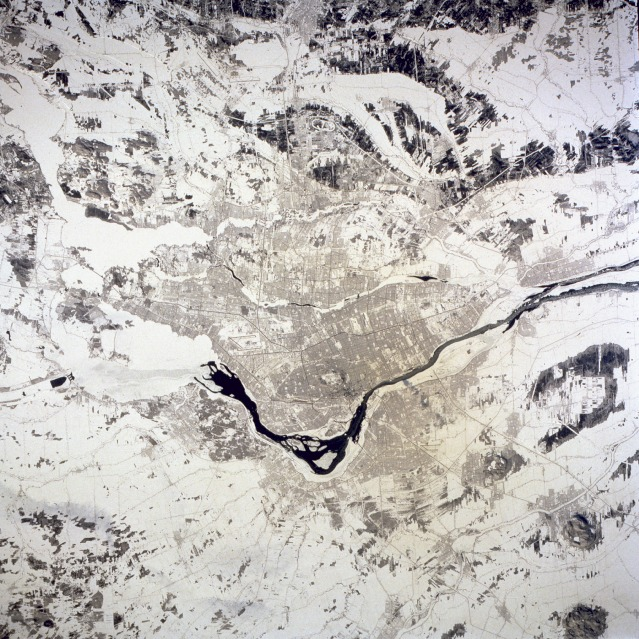
A ilha de Montreal, vista de satélite.

A Ilha de Montreal localiza-se no Rio São Lourenço, no Canadá, província de Quebec. A ilha abriga a cidade de Montreal (a maior cidade de Quebec e a segunda maior do país), além das cidades de Dorval, Mont-Royal, Westmount e outras.
A ilha possui uma área de aproximadamente 500 km², tendo um formato de bumerangue. Possui 50 km de comprimento e 16 km de largura (na sua largura máxima), sendo que seu litoral tem 266,6 km de extensão.
Mais de 25% da população de Quebec vive na ilha de Montreal, ou seja, 1,8 milhão de 7,5 milhões.